# Maxjazz
MAXJAZZ is een Amerikaans jazz-platenlabel. Het werd in 1998 opgericht door Richard McDonnell en is gevestigd in St. Louis. Op het label zijn vooral veel platen uitgekomen met akoestische jazz. Op het label kwamen albums uit van onder meer Claudia Acuña, Bruce Barth, Erin Bode, Carla Cook, Geoffrey Keezer, Romero Lubambo, Russell Malone, Rebecca Martin, Mulgrew Miller, John Proulx, Mary Stallings, Terell Stafford, Jack Wilkins, Jessica Williams, Steve Wilson, Ben Wolfe en Denny Zeitlin.